# Agarrate Tour
Agárrate Tour es la quinta gira musical de la actriz y cantante mexicana Gloria Trevi.
La gira se desarrolló por AC SHOWS y Gloria Trevi, esto sin haber sacado un disco a la venta, pues Trevi decidió hacer un recuento de todos sus éxitos como «Pelo Suelto», «Agarrate» y «Zapatos Viejos», entre otros. Con este emergente y exitoso tour Gloria tuvo ganancias de 3 500 000 millones de dólares.

## Escenario
AC SHOWS diseñó el escenario de la gira, son 3 pantallas enormes que proyectan imágenes de Gloria en todo el concierto, también cuenta con unos escalones donde la cantante hace varias canciones de su gira.
También se cuenta como un tipo "Camilla" donde la cantante mexicana canta «Tu ángel de la Guarda» una de las canciones con las que saltó a la fama en los años 90.
Agregó un video el cual muestra antes de cantar «Todos me miran» que a palabras de ella, es para las personas que no querían que se levantara, los que querían verla derrotada, para aquellos que la odian, pero también para todos aquellos que siempre creyeron en ella y la amaron, el video dice lo siguiente:

«Hubo un tiempo en el que no podía parar mis lagrimas, pero levante la cara y entendí, que no se puede vivir sin morir, ni se puede despertar sin dormir, en los momentos difíciles, recuerda que me tienes a mi. Mírame, me caí y me pisaron, pero no me aplastaron, el dolor me golpeo, pero no me rompió, el día para mi se apago, pero entendí que la noche no era oscura, era de lentejuelas, porque la vida es así y se valora mejor lo bueno, lo hermoso y lo simple, cuando eres un sobreviviente, porque la comida es mas rica cuando se tiene hambre y un abrazo te conforta cuando el alma llora, porque te aferras mas a la vida cuando sientes la agonía, y las migajas son tesoros cuando no se tiene nada y es entonces cuando te fundes con el que te dio aunque sea una mirada, porque si fue de compasión o despiadada, esa mirada hoy a mi me levanta y les digo a todos aquellos, a los que me odian y a los que me aman, que gracias a ellos estoy aquí, de pie, mas fuerte y más cabrona que la que era antes de caer, y que los amo, los amo, porque sea como sea, para mal o para bien, ¡TODOS ME MIRAN!».
Gloria.

## Recepción
La Recepción fue bien recibida pues a las Primeras fechas en Estados Unidos y Chile fueron "Solds Out".
En las demás fechas de México y Estados Unidos se ha visto mucha aceptación por parte de los fanes pues a Pocas horas de la salida de venta se acaban los asientos VIP o Preferentes.

## Repertorio
| Agarrate Tour |
| --- |
| Setlist 1 1. Punto G/Agarrate 2. Pelo Suelto 3. Hoy me iré de casa 4. Dr. Psiquiatra ...CAMBIO... 1. El favor de la soledad 2. Vestida de azúcar 3. Aurora 4. 5 minutos 5. Me siento tan sola ...CAMBIO... 1. Hoy No Voy a Gritar 2. El recuento de los daños 3. Amor apache 4. Con los ojos cerrados 5. A la madre 6. Chica embarazada/Lloran mis muñecas ...CAMBIO... 1. Tu ángel de la guarda 2. El Último Beso 3. Satisfecha ...CAMBIO... 1. Todos me miran 2. Gloria ...CAMBIO... 1. ¿Qué Voy a Hacer Sin Él? 2. pruebamelo/La noche/Cambio y fuera/Lo que una chica por amor es capaz/Me río de ti ...CAMBIO... 1. Mañana Setlist 2 - Intro 1. Punto G / Agárrate 2. Pelo Suelto 3. El favor de la soledad 4. Dr. Psiquiatra ...CAMBIO... 1. Vestida de azúcar 2. No Querías Lastimarme 3. Cinco minutos 4. Me siento tan sola ...CAMBIO... 1. Tu ángel de la Guarda 2. El Último Beso 3. La Papa Sin Cátsup 4. Estrella De La Mañana (Lenny de la Rosa) ...CAMBIO... 1. No Soy Un Pájaro 2. Los Borregos 3. ¿Qué Voy a Hacer Sin Él? ...CAMBIO... 1. Todos Me Miran 2. Gloria ...CAMBIO... 1. El Recuento De Los Daños 2. Pruebamelo/La noche/Cambio y fuera/Lo que una chica por amor es capaz/Me río de ti ...CAMIO... 1. Con Los Ojos Cerrados 2. Mañana |

## Fechas
| Fecha                    | Ciudad                     | País              | Lugar                                      | Tipo / Observación                |
| América del Norte        | América del Norte          | América del Norte | América del Norte                          | América del Norte                 |
| ------------------------ | -------------------------- | ----------------- | ------------------------------------------ | --------------------------------- |
| 1 de febrero de 2013     | Laredo                     | Estados Unidos    | Laredo Energy Center                       | Inicio del Tour.                  |
| 2 de febrero de 2013     | McAllen                    | Estados Unidos    | State Farm Arena                           |                                   |
| 8 de febrero de 2013     | La Paz                     | México            | Foro Principal                             | Carnaval "Misterios de los Mares" |
| América del Sur          |                            |                   |                                            |                                   |
| 1 de marzo de 2013       | Viña del Mar               | Chile             | Anfiteatro Quinta Vergara                  | Festival Viña del Mar 2013        |
| 3 de marzo de 2013       | Santiago                   | Chile             | Teatro Caupolicán                          |                                   |
| América del Norte        |                            |                   |                                            |                                   |
| 7 de marzo de 2013       | Ciudad de México           | México            | Auditorio Nacional                         |                                   |
| 9 de marzo de 2013       | Xalapa                     | México            | Estadio Deportivo Colon                    |                                   |
| 14 de marzo de 2013      | Highland                   | Estados Unidos    | San Manuel Indian bingo & y casino         |                                   |
| 15 de marzo de 2013      | Reno                       | Estados Unidos    | Unknown Venue                              |                                   |
| 16 de marzo de 2013      | Phoenix                    | Estados Unidos    | Celebrity Theater                          |                                   |
| 17 de marzo de 2013      | El Paso                    | Estados Unidos    | Speaking Rock Entertainment Center         |                                   |
| 6 de abril de 2013       | San Cristóbal de las Casas | México            | Plaza de Toros "La Coleta"                 |                                   |
| 26 de abril de 2013      | Tuxtepec                   | México            | Centro de Espectáculos "Rio Papaloapan"    | Cancelado                         |
| 4 de mayo de 2013        | Aguascalientes             | México            | Feria Nacional de San Marcos 2013          |                                   |
| 10 de mayo de 2013       | Torreón                    | México            | Plaza Mayor                                |                                   |
| 11 de mayo de 2013       | Puebla                     | México            | Terrenos de la Feria                       |                                   |
| 19 de mayo de 2013       | Comalcalco                 | México            | Teatro del Pueblo                          |                                   |
| 31 de mayo de 2013       | Monterrey                  | México            | Domo Care                                  |                                   |
| 1 de junio de 2013       | Monterrey                  | México            | Domo Care                                  |                                   |
| 2 de junio de 2013       | Acapulco                   | México            | Mundo Imperial                             | Festival Acapulco 2013            |
| 14 de junio de 2013      | San José                   | Estados Unidos    | San José Cívico                            |                                   |
| 15 de junio de 2013      | Universal City             | Estados Unidos    | Anfiteatro Gibson                          |                                   |
| 21 de junio de 2013      | Guadalajara                | México            | Auditorio Telmex                           |                                   |
| 27 de junio de 2013      | Ciudad de México           | México            | Auditorio Nacional                         |                                   |
| 28 de junio de 2013      | Chicago                    | Estados Unidos    | The Olympic Theatre                        |                                   |
| 29 de junio de 2013      | Chicago                    | Estados Unidos    | The Olympic Theatre                        |                                   |
| 12 de julio de 2013      | Durango                    | México            | Palenque de la Feria                       |                                   |
| 15 de agosto de 2013     | Austin                     | Estados Unidos    | Moody Theater                              | Premios Texas                     |
| 18 de agosto de 2013     | Tijuana                    | México            | Plaza Monumental                           |                                   |
| 23 de agosto de 2013     | San Luis Potosí            | México            | Palenque de la Feria                       |                                   |
| 24 de agosto de 2013     | Ciudad de México           | México            | Arena Ciudad de México                     | Gran Concierto 977                |
| 4 de septiembre de 2013  | Mérida                     | México            | Centro de Convenciones Yucatán Siglo XXI   |                                   |
| 8 de septiembre de 2013  | El Monte                   | Estados Unidos    | Parque Whittier Narrows Regional           | Fiestas Patrias 2013              |
| 14 de septiembre de 2013 | Veracruz                   | México            | World Trade Center                         |                                   |
| 15 de septiembre de 2013 | Ciudad de México           | México            | Explanada Delegacional Venustiano Carranza |                                   |
| 20 de septiembre de 2013 | Nuevo Laredo               | México            | ExpoMex                                    |                                   |
| 17 de octubre de 2013    | Pachuca                    | México            | Palenque                                   |                                   |
| 18 de octubre de 2013    | Ciudad de México           | México            | Teatro Metropólitan                        |                                   |
| 19 de octubre de 2013    | Ciudad de México           | México            | Teatro Metropólitan                        | Dos conciertos: 19hrs y 21hrs     |
| 20 de octubre de 2013    | Las Vegas                  | Estados Unidos    | Cannery Casino Hotel y Resort Club         |                                   |
| 22 de octubre de 2013    | Ciudad Guzmán              | México            | Explanada de la Feria                      |                                   |
| 25 de octubre de 2013    | Guadalajara                | México            | Palenque                                   |                                   |
| 26 de octubre de 2013    | Ciudad de México           | México            | Teatro Metropólitan                        |                                   |
| 31 de octubre de 2013    | Ciudad de México           | México            | Palacio de los Deportes                    | Concierto Exa 2013                |
| 22 de noviembre de 2013  | Tampico                    | México            | ExpoTampico                                |                                   |
| 29 de noviembre de 2013  | Monterrey                  | México            | Auditorio Banamex                          |                                   |
| 30 de noviembre de 2013  | Monterrey                  | México            | Auditorio Banamex                          |                                   |
| 14 de enero de 2014      | Ciudad de México           | México            | Auditorio Nacional                         | Concierto Privado                 |